# Shattered Glass (chanson)
Pistes de Circus
Kill the Lights
(4) If U Seek Amy
(6)
Shattered Glass est le cinquième titre de Circus, le sixième album studio de la chanteuse américaine Britney Spears. La chanson a été écrite et composée par Lukasz Gottwald, Claude Kelly et Benjamin Levin et produite par Dr. Luke ainsi que Benny Blanco. Shattered Glass est une chanson pop et dance au rythme rapide teintée de sonorités disco, où la voix de Britney Spears est modifiée par le logiciel Auto-Tune. Les paroles de la chanson se veulent émotionnelles et personnelles, la chanteuse décrivant le dégoût d’elle-même engendré par sa célébrité et le piège que lui a tendu cette dernière.
La chanson a divisé les critiques musicaux, certains appréciant ses sonorités pop et dance, d’autres considérant que le titre manque d’originalité et n’a vocation qu’à remplir l’album. Bien que n’étant pas sorti en tant que single, Shattered Glass a cependant atteint la 77e position du Billboard Hot 100 et la 57e du Billboard Pop 100 aux États-Unis, ainsi que le rang 75 du Canadian Hot 100 au Canada. La chanson est finalement sortie le 15 septembre 2009 en Australie et en Nouvelle-Zélande en tant que B-Side du single Unusual You.